# Železniční nehoda u Spálova
Železniční nehoda u Spálova byla srážka osobního vlaku s nákladním vlakem u Spálova na Semilsku dne 25. srpna 1990. Při nehodě zemřelo 14 lidí, 32 dalších bylo zraněno.

## Příčiny a následky nehody
Ke srážce vlaků došlo na trati Železný Brod – Tanvald okolo 13. hodiny. V nepřehledném skalním terénu u mostu přes řeku Kamenici se čelně střetly manipulační nákladní vlak jedoucí z Tanvaldu s motorovým osobním vlakem 6302. Ten jel z Železného Brodu do Tanvaldu a do Liberce.
Viníky neštěstí byli označeni výpravčí v železničních stanicích Jesenný a Železný Brod. Ti vinou nepředpisové komunikace poslali vlaky proti sobě. Muži si svou chybu uvědomili a pokusili se osobní vlak varovat prostřednictvím obsluhy restaurace u zastávky Spálov. Jen krátce předtím však již vlak projel okolo. Oba výpravčí byli později odsouzeni k trestu pět let odnětí svobody.
Osobní vlak byl složený z motorového vozu 810.280 a přívěsného vozu. Po odjezdu ze Spálova, kde z něj řada lidí vystoupila, přejel přes most a v následujícím oblouku se čelně střetl s nákladním vlakem, vedeným dieselelektrickou lokomotivou 743.010. Náraz vrátil osobní vlak zpět na most, kde začal hořet.
Zemřelo 14 lidí, 32 lidí bylo zraněno. Mezi mrtvými byl mj. strojvedoucí osobního vlaku Eduard Vraštil a jeho vlakvedoucí Karel Svatý. Strojvedoucí stačil těsně před srážkou varovat cestující, aby se drželi vzadu. Viadukt byl na jeho počest pojmenován „Edův most“. Posádka manipulačního vlaku přežila, stejně jako průvodčí z osobního vlaku. Ten byl v době srážky v přívěsném voze.

## Připomínka tragédie
Na jižním konci mostu stojí pomníček obětem tragédie. Na jejich počest se také pořádá vytrvalostní běh a osmnáctikilometrový dálkový pochod z Tanvaldu do Spálova.

## Fotografie

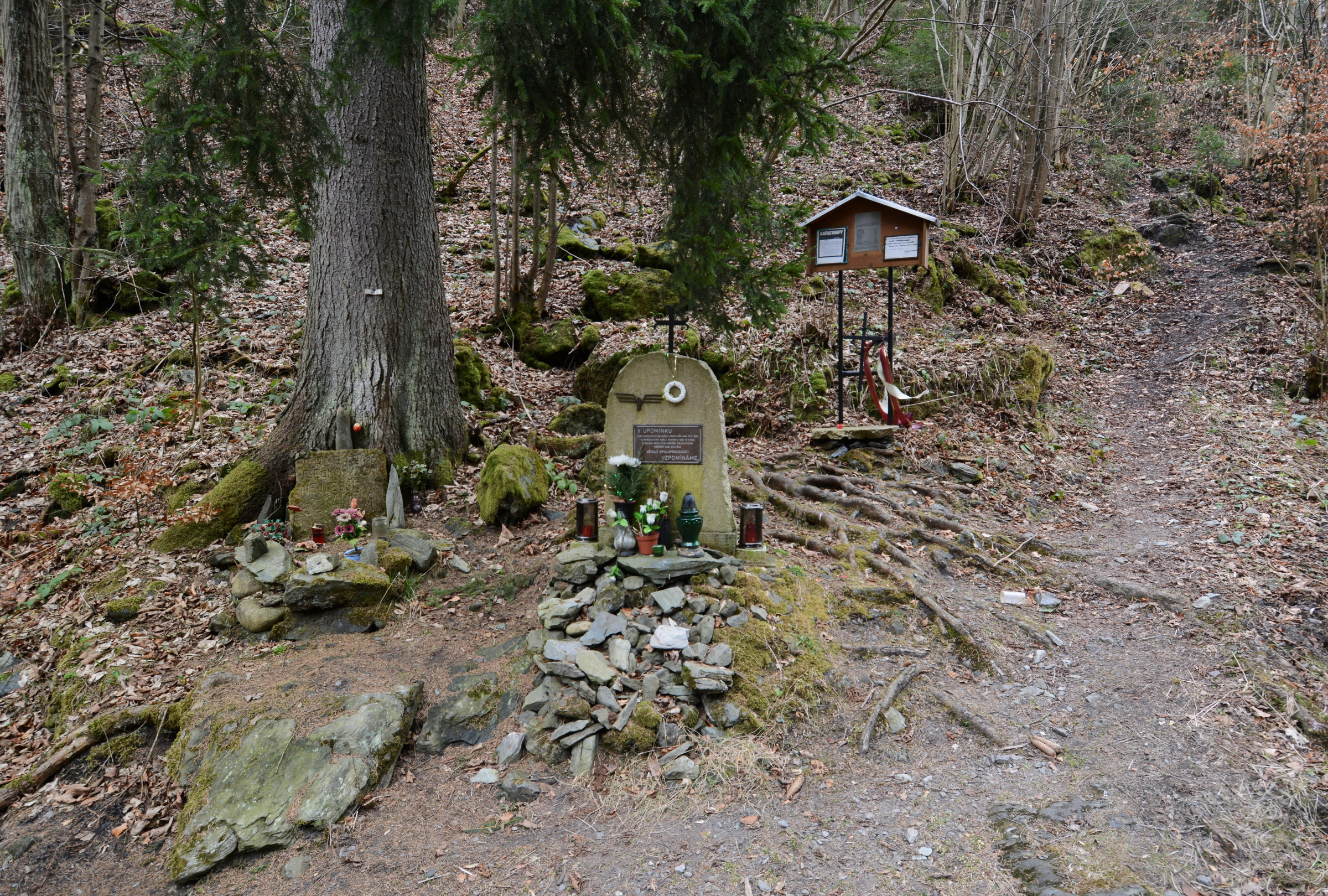
Památníky obětem neštěstí
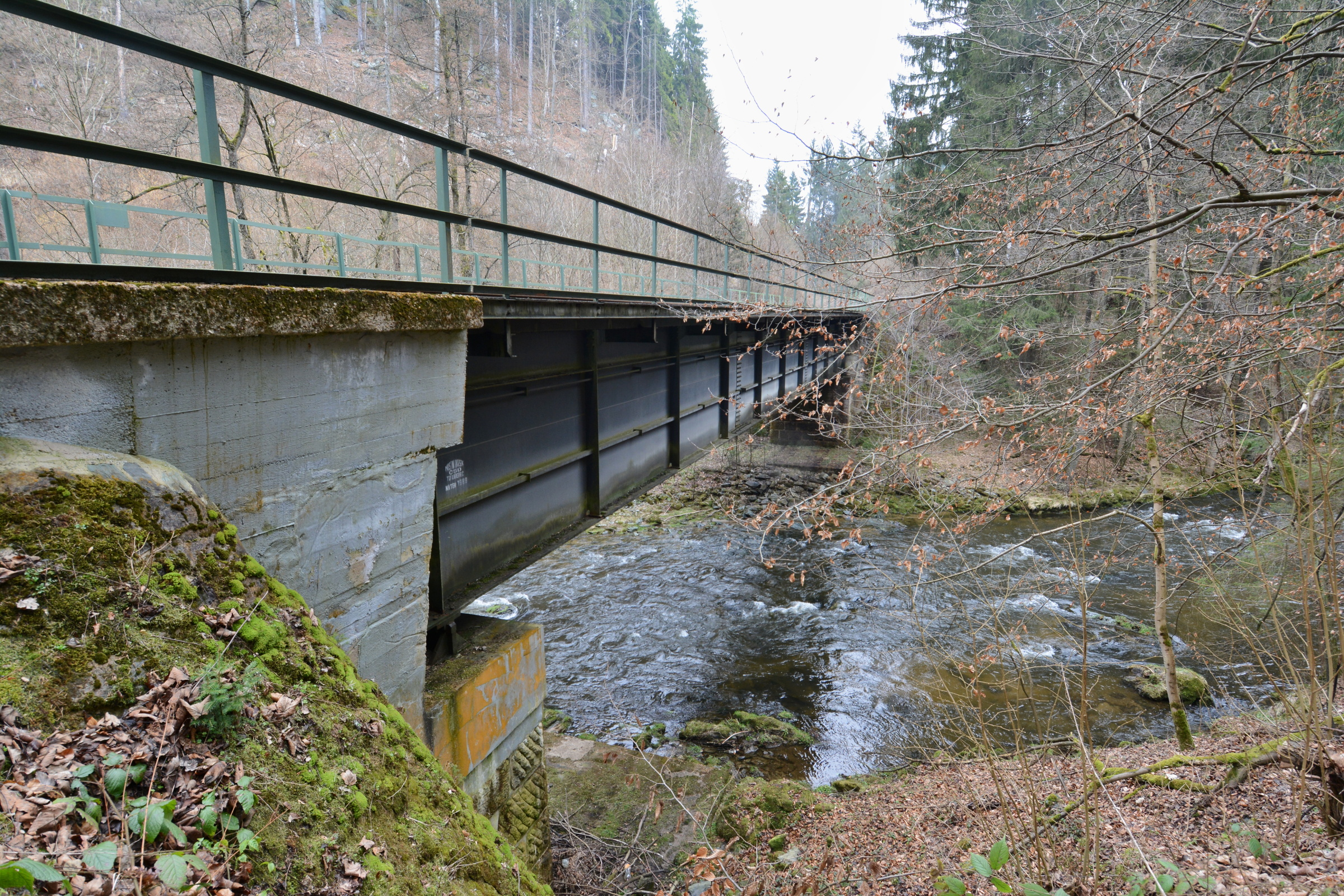
„Edův most“ – železniční most v místě nehody, který byl na památku strojvedoucího Eduarda Vraštila pojmenován „Edův most“. Eduard Vraštil stačil před nehodou varovat cestující a tím přispěl ke snížení počtu obětí.